# Joan Plowright
Joan Ann Plowright, Baronesse Olivier, DBE (født 28. oktober 1929, død 16. januar 2025) var en engelsk skuespiller. Hendes karriere strakte sig over 60 år. Hun vandt to Golden Globe Awards og en Tony Award, og blev nomineret til en Oscar, en Emmy og to BAFTA Awards. Joan Plowright er også en af kun fire kvindelige skuespillere, der har vundet to Golden Globes samme år.

## Opvækst
Plowghright blev født i Brigg, Lincolnshire. Hendes forældre var Daisy Margaret (født Burton) og William Ernest Plowright. Faderen var journalist og avisredaktør. Efter eksamen på Scunthorpe Grammar School, modtog hun en kandidatgrad på Bristol Old Vic Theatre School.

## Karriere
Plowghright debuterede på scenen i 1951 og London-debuten fandt sted i 1954. I 1956 blev hun medlem af The English Stage Company på Royal Court Theatre og spillede rollen som Margery Pinchwife i The Country Wife. Senere spillede hun over for George Devine i Eugene Ionescos Stole, George Bernard Shaws Major Barbara og Saint Joan. I 1957 spillede hun sammen med Laurence Olivier en hovedrolle i den første teateropsætning af John Osbornes The Entertainer.
Plowrights skuespillerkarriere fortsatte på scenen såvel som i forskellige film, herunder filmatiseringen af Osbornes The Entertainer (1960). I 1961 vandt hun Tony Award for en rolle i en smag af honning på Broadway. Fra 1964 begyndte hun at arbejde tæt sammen med Laurence Olivier på Royal National Theatre i London. De havde været gift i tre år.
I 1980'erne skred filmkarrieren hastigt. I 1992 blev hun nomineret til både Golden Globe og Oscar for sin rolle i filmen The Enchanted April  (1992). I 1993 medvirkede hun i Jern Henrik og i Den sidste actionhelt. Mange kender hende fra filmen Tea With Mussolini (1999). Hun spillede også Nanny i 101 Dalmatiner (1996).
Hun vandt en anden Golden Globe Award for en af hendes tv-roller og blev nomineret til Emmy Award som Stalins svigermor i filmen Stalin (1992).
I 2003 optrådte Plowright i Absolutely! på teatret i London. Hun blev udnævnt til ærespræsident for The English Stage Company i marts 2009 efter John Mortimer, der døde i januar 2009. Hun havde indtil da været vicepræsident for selskabet.

## Privatliv
Plowright gift for første gang med skuespiller Roger Gage i september 1953. Hun skiltes fra Gage, og i 1961 giftede hun sig med Laurence Olivier efter at hans 20-årige ægteskab med den berømte skuespiller Vivien Leigh sluttede. Plowright har altid nægtet at det var hendes skyld, at Oliviers første ægteskab brød sammen.
Gifteparret fik tre børn, Richard Kerr, Tamsin Agnes Margaret og Julie-Kate. Begge døtre er skuespillere. Parrets ægteskab varede, indtil han døde i 1989.
Hendes bror David Plowright (1930-2006) havde en ledende stilling i Granada Television.

## Æresbevisninger
I 1970 blev Plowright udnævnt til kommandør af det britiske imperiers orden (CBE). I 2004 blev hun forfremmet til Commander Dame (DBE) af samme rækkefølge og sluttede sig til denne adel. Hun havde derfor ret til at føre titlen Dame foran sit navn. Da hun i 1961 blev gift med sir Laurence Olivier, var hun formelt berettiget til at blive benævnt som "Lady Olivier", men i sit arbejde som skuespiller brugte hun aldrig dette.
The Plowright Theatre i hendes barndomsby, Scunthorpe, er opkaldt efter hende.

## Filmografi
- 1951: Sara Crewe .... Winnie (4 episoder, 1951)
- 1954: BBC Sunday-Night Theatre .... Adriana (1 episode, 1954)
- 1955: Moby Dick Rehearsed (TV) .... En ung skuespillerinde/Pip
- 1956: Moby Dick (ikke på rollelisten) .... Starbuck's Wife
- 1957: Sword of Freedom .... Lisa Giocondo (1 episode, 1957)
- 1957: Time Without Pity .... Agnes Cole
- 1959: The School for Scandal (TV) .... Lady Teazle
- 1960: The Entertainer .... Jean Rice
- 1963: Uncle Vanya .... Sonya
- 1969: ITV Saturday Night Theatre .... Viola (1 episode, 1969)
- 1970: ITV Playhouse .... Lisa (1 episode, 1970)
- 1970: Three Sisters .... Masha
- 1973: The Merchant of Venice (TV) .... Portia
- 1977: Equus - hestenes gud .... Dora Strang
- 1978: Daphne Laureola (TV) .... Lady Pitts
- 1978: Saturday, Sunday, Monday (TV) .... Rosa
- 1980: The Diary of Anne Frank (TV) .... Mrs. Frank
- 1982: Brimstone & Treacle .... Norma Bates
- 1982: All for Love .... Edith (1 episode, 1982)
- 1982: Britannia Hospital .... Phyllis Grimshaw
- 1983: Wagner .... Mrs. Taylor (1 episode, 1983)
- 1985: Revolution .... Mrs. McConnahay
- 1986: The Importance of Being Earnest (TV) .... Lady Bracknell
- 1987: Theatre Night .... Meg Bowles (1 episode, 1987)
- 1988: Drowning by Numbers .... Cissie Colpitts 1
- 1988: The Dressmaker .... Nellie
- 1989: And a Nightingale Sang (TV) .... Mam
- 1990: Avalon .... Eva Krichinsky
- 1990: I Love You to Death .... Nadja, Rosalies mor
- 1990: Sophie
- 1991: The House of Bernarda Alba (TV) .... La Poncia
- 1992: Stalin (TV) .... Olga
- 1992: Driving Miss Daisy (TV) .... Daisy Werthan
- 1992: Enchanted April .... Mrs. Fisher
- 1993: Dennis the Menace .... Mrs. Martha Wilson
- 1993: Last Action Hero .... Teacher
- 1993: Screen Two .... Mrs. Monro (1 episode, 1993)
- 1994: The Return of the Native (TV) .... Mrs. Yeobright
- 1994: A Pin for the Butterfly .... Bestemor
- 1994: A Place for Annie (TV) .... Dorothy
- 1994: On Promised Land (TV) .... Mrs. Appletree
- 1994: Widows' Peak .... Mrs. Doyle-Counihan
- 1995: The Scarlet Letter .... Harriet Hibbons
- 1995: A Pyromaniac's Love Story .... Mrs. Linzer
- 1995: Hotel Sorrento .... Marge Morrisey
- 1996: 101 Dalmatians .... Nanny
- 1996: Surviving Picasso .... Françoises bestemor
- 1996: Mr. Wrong .... Mrs. Crawford
- 1996: Jane Eyre .... Mrs. Fairfax
- 1997: The AssistantMal:Dn .... Mrs. Ida Bober
- 1998: Encore! Encore! .... Marie Pinoni (12 episoder, 1998–1999)
- 1998: Aldrich Ames: Traitor Within (TV) .... Jeanne Vertefeuille
- 1998: This Could Be the Last Time (TV) .... Rosemary
- 1998: Dance with Me .... Bea Johnson
- 1999: Tom's Midnight Garden .... Mrs. Bartholomew
- 1999: Tea with Mussolini .... Mary Wallace
- 2000: Frankie & Hazel (TV) .... Phoebe Harkness
- 2000: Dinosaur (stemme) .... Baylene
- 2001: Bailey's Mistake (TV) .... Aunt Angie
- 2001: Back to the Secret Garden .... Martha Sowerby
- 2001: Scrooge and Marley (TV) .... Fortelleren
- 2002: Global Heresy .... Lady Foxley
- 2002: Callas Forever .... Sarah Keller
- 2003: Bringing Down the House .... Virginia Arness
- 2003: I Am David .... Sophie
- 2004: George and the Dragon .... Priorinnen
- 2005: Mrs. Palfrey at the Claremont .... Mrs. Palfrey
- 2006: Goose on the Loose .... Beatrice Fairfield
- 2006: Curious George (voice) .... Ms. Plushbottom
- 2008: The Spiderwick Chronicles .... Aunt Lucinda Spiderwick
- 2008: Brontë
- 2008: In the Shadow of Wings
- 2010: Knife Edge .... Marjorie